# دی‌بی‌ان‌پی‌ای
دی‌بی‌ان‌پی‌ای (به انگلیسی: DBNPA) یک ترکیب شیمیایی با شناسه پاب‌کم ۲۵۰۵۹ است. 